# Nulla poena sine lege

Nulla poena sine lege (лат. Нет наказания без закона) — правовой принцип, согласно которому никто не может быть наказан за поступок, не запрещённый законом. Этот принцип принят и кодифицирован в большинстве современных государств как базовое требование верховенства закона.
В 1789 году этот принцип был провозглашён в статье 8 Декларации прав человека и гражданина Великой французской революции.

## Принцип
В современном европейском уголовном праве принцип nulla poena sine lege состоит из четырёх уточняющих принципов:
Nulla poena sine praevia lege poenaliНет наказания за деяние, не наказуемое по закону в момент его совершения. Уголовные законы не имеют обратной силы. Этот общепринятый в Европе правовой принцип был сформулирован Паулем Йоханном Анзельмом фон Фейербахом в баварском уголовном кодексе 1813 года.
Nulla poena sine lege scriptaНет наказания без написанного закона. Это значит, что уголовные законы должны быть опубликованы и общедоступны, как правило, в виде кодексов. Это требование исключает из уголовного права правовой обычай.
Nulla poena sine lege certaНет наказания без точного закона. Уголовно наказуемые деяния должны быть точно определены. Этот принцип правовой определённости совместно с предыдущим требованием позволяет каждому гражданину предвидеть законный или незаконный характер своих действий. Принцип является общепринятым в Европе.
Nulla poena sine lege strictaНет наказания без конкретного закона. Этот принцип запрещает применять уголовные законы по аналогии.